# Alseuosmiaceae
Alseuosmiaceae — родина рослин порядку Asterales, поширена в Австралії, Новій Каледонії та Новій Зеландії.
Це кущі з листям, розташованими по спіралі чи в кільцях навколо стебла. Квітки поодинокі або зібрані в суцвіття (китиці). Деякі види мають ароматні квіти. Віночок квітки урноподібний або воронкоподібний з 4–7 лопатями. Є від 4 до 7 тичинок і одна головка з дволопатевим рильцем. Плід — м'ясиста ягода.
Є 11 видів, які поділяються на 5 родів:
- Alseuosmia
- Crispiloba
- Periomphale
- Platyspermation
- Wittsteinia